# Jean de Joinville

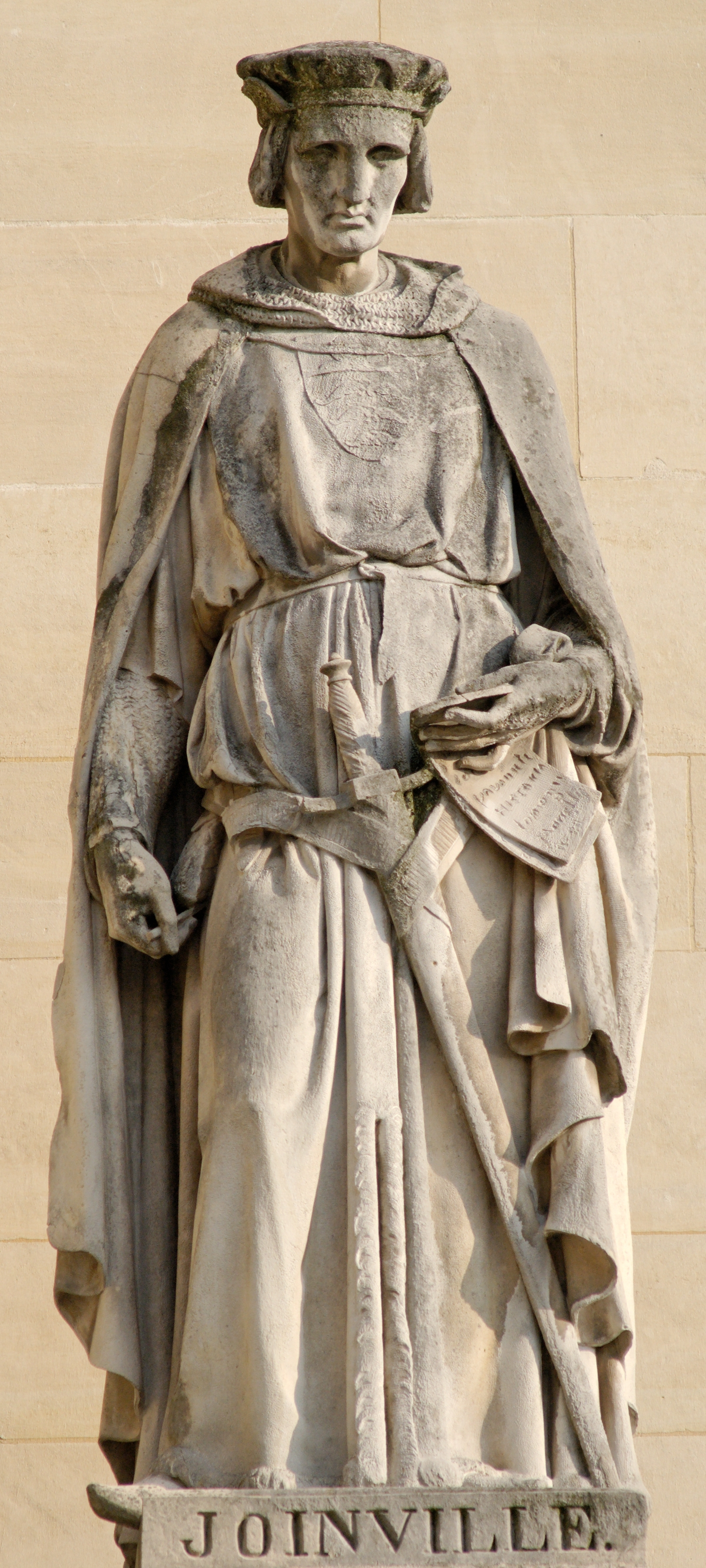
Jean de Joinville

Jean de Joinville (ur. 1 maja 1224, zm. 24 grudnia 1317) – dziedziczny seneszal Szampanii, autor żywota Ludwika IX Czyny Ludwika Świętego króla Francji.

## Życiorys
Przedstawiciel rodziny, która odgrywała istotną rolę w Szampanii, po śmierci ojca w 1233 został tamtejszym seneszalem i pobierał wychowywanie na dworach hrabiego Auxonne i Tybalda IV. Z Ludwikiem IX po raz pierwszy zetknął się w czasie obchodów pasowania na rycerza młodszego brata królewskiego Alfonsa z Poitiers. Brał udział w szóstej wyprawie krzyżowej (pierwszej Ludwika IX) do Egiptu w latach 1248–1254. Od tych wydarzeń był przez kolejne piętnaście lat (1255-1270) bliskim współpracownikiem króla (wykorzystywanym w dyplomacji) oraz wasalem (od 1253), choć nie wyruszył na siódmą wyprawę krzyżową (drugą Ludwika IX), będąc jej przeciwny. Odgrywał zdecydowanie mniejszą rolę za rządów kolejnych królów – Filipa III Śmiałego i Filipa IV Pięknego, choć w życiu politycznym samej Szampanii pozostał istotną osobą (w 1314 brał udział w lokalnej lidze zawiązanej przeciwko polityce fiskalnej króla). Autor (osoba dyktująca) zeznań w procesie kanonizacyjnym władcy (odczytanych podczas translacji relikwii zmarłego króla do opactwa Saint-Denis) oraz powstałych na prośbę królowej francuskiej Joanny z Nawarry w latach 1305-1309 (wydane po raz pierwszy drukiem w XVI w.) Czynów Ludwika Świętego króla Francji, opisujących zwłaszcza wydarzenia okresu szóstej krucjaty.